# ستيف والش (دي جيه)
ستيف والش (بالإنجليزية: Steve Walsh)‏ هو دي جيه بريطاني، ولد في 1959، وتوفي في 3 يوليو 1988 بسبب نوبة قلبية.

## وصلات خارجية
- ستيف والش على موقع ميوزك برينز (الإنجليزية)
- ستيف والش على موقع ديسكوغز (الإنجليزية)